# Het straatje
Gezicht op huizen in Delft, beter bekend als Het straatje is een schilderij van de Hollandse meester Johannes Vermeer (1632-1675). Het is een van de twee stadsgezichten die van Vermeer bekend zijn en is sinds 1921 in het bezit van het Rijksmuseum Amsterdam.
Het schilderij beeldt een gezicht op een steegje met delen van huizen in Delft uit. Het gewone leven dat op dit schilderij wordt afgebeeld, behoort tot een heel ander thema dan de voorgaande Bijbelse en mythologische stukken van Vermeer. Johannes Vermeer schilderde het mogelijk omstreeks 1658. Het is een olieverf op doek en de afmetingen van het doek zijn 54,3 x 44 centimeter. De dikte is negen centimeter. Het straatje hangt sinds de jaren twintig van de twintigste eeuw in het Rijksmuseum Amsterdam.
In het midden van het schilderij is een schrobgoot zichtbaar, dat aangeeft dat de panden vlak bij een gracht lagen. Het steegje met de schrobbende vrouw en de daken verderop geven diepgang aan het schilderij.

## Eigenaren
Het schilderij maakte op 16 mei 1696 deel uit van de Dissiusveiling. Waarschijnlijk was het door Pieter van Ruijven van Vermeer gekocht. Na de dood van Van Ruijven en zijn vrouw ging het schilderij waarschijnlijk over op hun dochter, Magdalena van Ruijven, en haar man, Jacob Dissius. Op de Dissiusveiling werd het doek voor 72 of 48 gulden verkocht, aan wie is onbekend. Op 8 april 1800, drie jaar na het overlijden van Gerrit Willem van Oosten de Bruyn, werd het aan Pieter van Winter verkocht voor 1040 gulden. Na de dood van Van Winter in 1807 ging het schilderij over aan zijn dochter, Lucretia Johanna (Creejans) van Winter. In 1822 trad Creejans in het huwelijk met jhr. Hendrik Six. Na hun beider dood in 1845 en 1847 ging het schilderij over op hun twee zoons die tot 1860 ongetrouwd in het ouderlijk huis bleven wonen. In 1860 trouwde jhr. Jan Pieter Six van Hillegom, de oudste zoon. Het ouderlijk huis werd als museum ingericht. Na het overlijden van Jan Pieter in 1899 kwam het schilderij in bezit van zijn zoon, jhr. Jan Six.
Op 12 april 1921 werd het schilderij geveild. Tijdens deze veiling werd de vraagprijs niet geboden en het schilderij werd opgehouden. Jan Six besloot het schilderij een week lang in het Louvre tentoon te stellen om zo kopers enthousiast te maken. Deze tactiek mislukte. In 1921 besloot Henri Deterding om het schilderij te kopen en aan de Nederlandse staat te schenken. Deterding kocht het schilderij voor 625.000 gulden en schonk het in juli dat jaar aan het Rijksmuseum Amsterdam.

## Locatie in Delft
Op informatiepanelen in Delft stond tot 2015 als locatie Nieuwe Langendijk 22-26, een pand dat in 1982 voor nieuwbouw werd afgebroken.

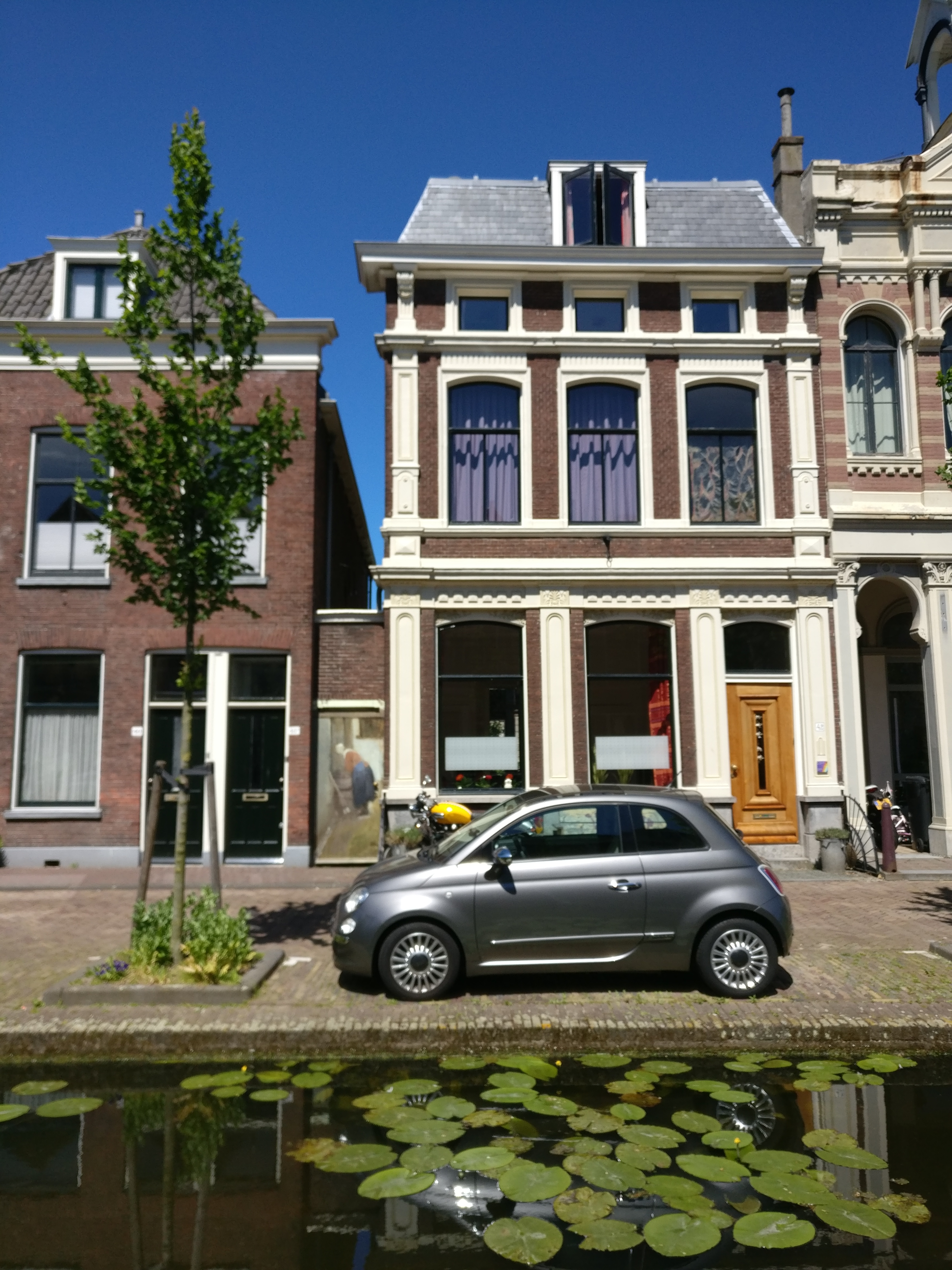
(mogelijke) locatie in Delft

De Nederlandse kunsthistoricus Frans Grijzenhout beweerde in 2015 dat de locatie zich in de Vlamingstraat zou bevinden waar de percelen met de nummers 40-42 staan. Hij baseerde zich hierbij op het Register op het kadegeld uit 1667, de "Legger van het diepen der wateren binnen de stad Delft". In 1536 woedde er een grote brand in Delft. Het huis rechts op het schilderij is volgens Grijzenhout duidelijk vóór dat jaar gebouwd. Grijzenhout wist aantoonbaar te maken dat het pand de brand had doorstaan. In het huis woonde een halfzus van de vader van Vermeer, Ariaentgen Claes van der Minne, met haar drie ongehuwde dochters. De tante onderhield zichzelf en haar kinderen met de verkoop van pens. Het rechterpoortje op het schilderij is volgens Grijzenhout het poortje dat tot in de negentiende eeuw bekend stond als de Penspoort. Ook klopt de locatie van de panden te zien achter de poort, en de boom in de achtertuin, met kaarten uit die tijd. Verder is tot op de dag van vandaag een riooluitloop in de gracht op de locatie van de goot beginnend aan de linkerkant van het poortje.

## Wetenswaardigheden
- De klimop links op het schilderij heeft een blauwe kleur. Dit is veroorzaakt door het verschieten van de kleurstof schijtgeel die Vermeer heeft toegepast.[6]
- Het huis op het schilderij stond in 1995 model voor het 76e Delfts blauwe huisje van de KLM.

Diana en haar nimfen · Christus in het huis van Martha en Maria · De koppelaarster · Slapend meisje · Brieflezend meisje bij het venster · Het straatje · De soldaat en het lachende meisje · Het melkmeisje · Het glas wijn · Dame en twee heren · Onderbreking van de muziek · Gezicht op Delft · De muziekles · Brieflezende vrouw in het blauw · Vrouw met weegschaal · Vrouw met waterkan · De luitspeelster · Vrouw met parelsnoer · Schrijvende vrouw in het geel · Meisje met de rode hoed · Meisje met de parel · Het concert · Allegorie op de schilderkunst · Meisjeskopje · Dame en dienstbode · De astronoom · De geograaf · De kantwerkster · De liefdesbrief · De gitaarspeelster · Schrijvende vrouw met dienstbode · Allegorie op het geloof · Staande virginaalspeelster · Zittende virginaalspeelster
Omstreden toeschrijvingen: Sint Praxedis · Zittende vrouw aan het virginaal · Meisje met de fluit